# Pilocrocis lactealis
Pilocrocis lactealis là một loài bướm đêm trong họ Crambidae.